# 마르게리타 피자

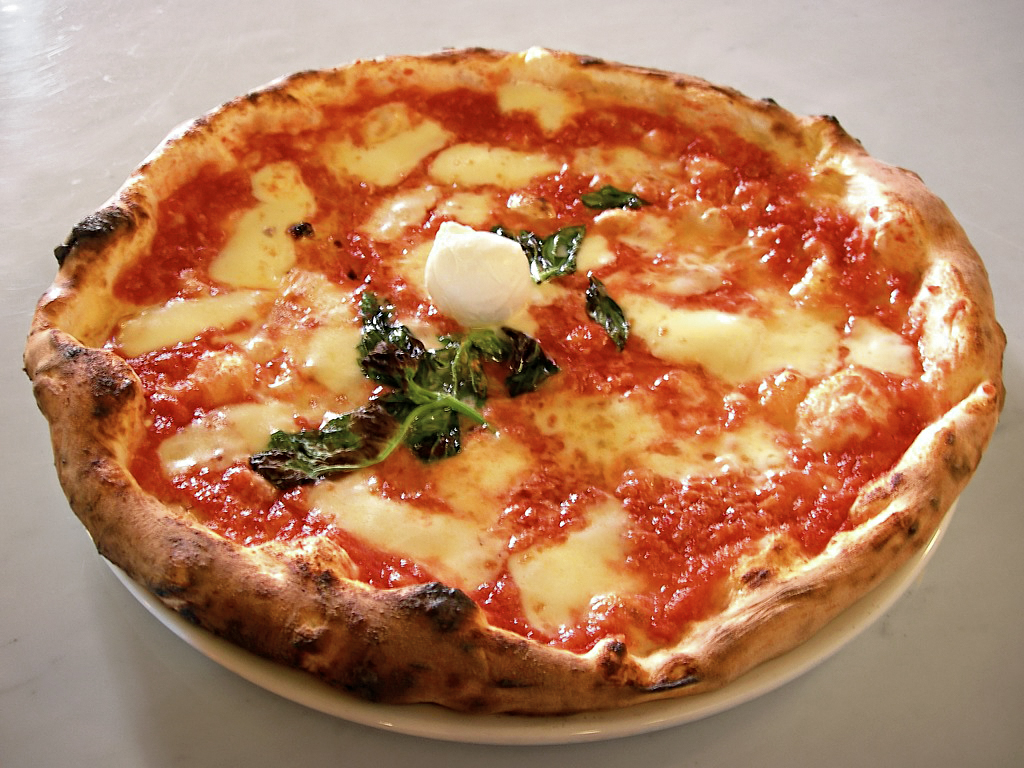
마르게리타 피자

마르게리타 피자(이탈리아어: pizza Margherita 피차 마르게리타[*])는 전형적인 나폴리 피자의 하나로 토마토와 모짜렐라, 바질을 사용한 피자이다. 가장 인기 있는 나폴리 피자이기도 하다.

## 기원
1889년 나폴리를 방문한 사보이아 가의 움베르토 1세와 마르게리타 왕비에게 바칠 음식으로 만들어졌다고 한다. 당시 요리사였던 돈 라파엘 에스폰트는 왕비를 위해 피자를 만들었는데 바질, 모짜렐라(모차렐라 라고도 한다.), 토마토 등의 재료로 초록, 하양, 빨강으로 된 이탈리아의 국기를 상징하는 피자를 만들었는데, 마르게리타 왕비가 매우 마음에 들어하였고 왕비의 이름을 따서 마르게리타 피자라는 이름이 되었다고 한다.
그러나 이러한 토핑을 올린 피자는 이전에도 나폴리에서 존재했었다. 1849년에 바질과 토마토 등의 재료와 소스로 조합하고 모짜렐라를 뿌린 피자가 있다는 기록이 있다.

## 규정
마르게리타 피자는 피자 마리나라, 마르게리타 피자 엑스트라와 함께 나폴리의 3대 피자로 지정되어 있다. 만드는 방법의 규격이 정해져 있으며 다음의 재료와 조리법으로 만들어야 마르게리타 피자로 인정받는다.
치즈는 아펜니노산맥 남쪽 지역에서 생산되는 모짜렐라만을 사용해야 하며 크러스트 반죽은 반드시 손으로 반죽하며 두께는 2cm 이하로, 가운데 부분의 두께는 0.3cm 이하로 해야한다. 토핑은 토마토 소스, 모짜렐라 치즈, 바질 잎만을 사용해야 하며 구울 때는 반드시 장작 화덕으로만 구워야 한다.

## 같이 보기
- 나폴리 피자
- 뷔어스털
- 프로슈토
- 이탈리아 요리의 식사 구성